# Aiken
Aiken es una ciudad ubicada en el condado de Aiken en el estado estadounidense de Carolina del Sur. Es sede del condado homónimo. La ciudad en el año 2010 tiene una población de 29.524 habitantes en una superficie de 41.9 km², con una densidad poblacional de 604.8 personas por km². 

## Geografía
Según la Oficina del Censo, la ciudad tiene un área total de 41,9 km² (16,2 mi²), tierra firme en su totalidad.

## Demografía
En el 2000 la renta per cápita promedia del hogar era de $49.100, y el ingreso promedio para una familia era de $63.520. El ingreso per cápita para la localidad era de $24.129. En 2000 los hombres tenían un ingreso per cápita de $51.988 contra $28.009 para las mujeres. Alrededor del 14.40% de la población estaba bajo el umbral de pobreza nacional. 